# Bazni par
Bazni parovi ili parovi baza, koji se formiraju između specifičnih nukleobaza (označenih i kao azotne baze), su gradivni blokovi dvostrukog heliksa DNK, a učestvuju i u strukturi RNK. Oni diktirajući specifične obrasce vodoničnih veza, Votson-Krikovih parova: guanin – citozin (G – C) i adenin – timin) (A – T), omogućavaju DNK molekulu održavanje regularne spiralne strukture koja suptilno zavisi od nukleotidnih sekvenci. Komplementarna priroda ove strukture zasnovane na uparivanju pruža sigurnosnu kopiju svih genetičkih informacija kodiranih u strukturi DNK. Redovna struktura i samoobnovljivost podataka u DNK, čine je pogodnom za čuvanje genetičke informacije, dok uparivanje između DNK i dolaznih nukleotida pruža mehanizam putem kojeg DNK polimeraza replikuje DNK, a RNK polimeraza transkribuje DNK u RNK. Mnogi DNK-vezujući proteini mogu da prepoznaju specifične bazne parove koji identifikuju određene regulatorne regije gena.
Osobenost svakog molekula DNK, odnosno svakog njegovog nukleotida (nukleobaze) određuje prisutna azotna baza, budući da se ona javlja u četiri različite varijante, dok su njegove ostale dve komponente uvek istovetne: pentozni šećer dezoksiriboza i fosfatna grupa. Kao što je već istaknuto, od azotnih baza u nukleotidima DNK se alternativno nalaze purini: adenin (A) i guanin (G) i pirimidini: citozin (C) i timin (T), po kojima se i cele strukture označavaju kao adeninski, guaninski, citozinski i timinski nukleotidi. Unutar molekula nukleotida središnji položaj ima šećer, a pošto se za njega azotna baza veže bočno (prema komplementarnom polulancu), kostur polinukleotidnog lanca čine naizmenični sled karika: dezoksiriboza – fosfatna grupa – dezoksiriboza – fosfatna grupa → → ... Jedan zavoj spirale čini deo polulanca od 10 parova pentoza – fosfatna grupa (3,4 nm = 3,4 x 10–6 mm). Dva ovakva polulanca nukleotida međusobno su spojena paralelnim „prečkama” – vodoničnim vezama preko komplementarnih azotnih baza istog nivoa. Ova komplementarnost je dosledna celom dužinom polimera, a ogleda se u tome što se adenin uvek veže sa timinom, a guanin sa citozinom, sa četiri moguće varijante veza među polulancima DNK: A–T i T–A, te G–C i C–G. Imajući u vidu tu pravilnost, redosled nukleotida u jednom polulancu precizno je uslovljen i određen komplementarnim nizom njegovog parnjaka. Prema toj genetičkoj konstanti, ukupni broj molekula adenina u svakom lancu DNK (pa i u ćeliji i organizmu) jednak je broju molekula timina, a guanina ima onoliko koliko i citozina. Stalnost ukupne količine DNK po jednoj ćeliji je jedna od osnovnih genetičkih karakteristika svake vrste organizama, što se odnosi i na međusobnu razmeru A–T i G–C nukleotidnih parova.
Unutarmolekularni parovi baza mogu se javiti u unutar jednostrukog lanca nukleinskih kiselina. To je posebno važno u RNK molekulima (npr. transportna RNK), gde parovi baza (G-C i A-U) dozvoljavaju formiranje kratkog dvolančanog heliksa, a širok spektar nespecifične interakcije (npr. G-U ili A-A) omogućava savijanje RNK u mnoštvo specifičnih trodimenzionalnih RNK struktura. Osim toga, uparivanje baza između transportne RNK (tRNK) i informacione RNK (iRNK) predstavlja osnovu za molekularno prepoznavanje događaja koji rezultiraju u sekvenci nukleotida iRNK, koja postaje genetički kod za sekvencu aminokiselina u proteinima.
Veličina pojedinih gena ili celog genom nekog organizma često se meri u baznim parovima DNK, jer je obično dvostruki polimer. Stoga je ukupni broj parova baza jednak broju nukleotida u jednom od lanaca (s izuzetkom nekodirajućih jednostrukih regija telomera. U haploidima ljudskog genoma (23 hromozoma) procenjuje se da po dužini ima oko 3,2 milijarde baza i da je prisutno 20.000-25.000 različitih gena za kodiranje proteina. Kilobaza (kb) je merna jedinica u molekularnogj biologiji jednaka sa 1000 baznih parova DNK ili RNK. Totalna količina DNK baznih parova na Zemlji se procenjuje da je 5,0 × 1037, i teži 50 milijardi tona. U poređenju s tim, ukupna količina mase biosfere se procenjuje da je oko 4  (biliona tona ugljenika).

## Stabilnost vodoničnih veza
|  |

|  |

Vodonična veza je hemijska interakcija u čijoj je osnovi uparivanje baza prema gore opisanim pravilima. Odgovarajuća geometrijska korespondencija donatora vodonika i primalaca dozvoljava im samo istoravansko formiranje stabilnih parova. DNK s visokim sadržajem C-G parova je stabilnija od DNK sa niskim G-C sadržajem.
Veće nukleobaze, adenin i guanin, su članovi klase dvoprstenaste hemijske strukture zvane purini. Manje nukleobaze, citozin i timin (i uracil), članovi su klase jednoprstenaste hemijske strukture zvane pirimidini. Purini su komplementarni samo pirimidinima. Pirimidin-pirimidin parovi su vrlo nepovoljni jer su molekuli suviše daleko za utvrđivanje vodoničnih veza, purin-purin parovi su takođe nepovoljni, jer su tada molekuli preblizu, što dovodi do odbojnosti preklapanja. Purine-pirimidin uparivanje A-T ili G-C ili U-A (u RNK) rezultira u pravilnoj dupleksnoj strukturi. Jedini drugi parovi purina-pirimidin bi bili A-C i G-T i U-G (u RNK). Ovakvi parovi su neusklađeni, jer osobenosti vodoničnih donatora i akceptantora ne odgovaraju jedna drugima. G-U uparivanje, sa dve vodonične veze, u RNK ne javlja se često.
Upareni DNK i RNA molekuli su relativno stabilni na sobnoj temperaturi, ali u dva nukleotidna lanca neznačajno stabiliziraju DNK, a stabilizacija se uglavnom postiže slaganjem interakcija i navoja. Dva nukleotida se neće odvojiti iznad tačke topljenja, koju određuje dužina molekula, količina pogrešnih uparivanja (ako ih ima), i G-C sadržaj. Veći G-C sadržaj uzrokuje više temperature topljenja, pa ne iznenađuje da su genomi ekstremofilnih organizama, kao što je Thermus thermophilus, posebno bogati G-C parovima. Nasuprot tome, regioni genoma koji se moraju često deliti te su komparativno siromašniji u sadržaju ovog baznog para. G-C sadržaj i temperature topljenja moraju se uzeti u obzir i prilikom dizajniranja prajmera (početnica) za PCR reakcije.

### Primeri
Sledeće DNK sekvence ilustruju osobenosti para u dvostrukom lancu nukleotida. Konvencijski, vrh lanca se označava kao 5' kraj do 3' kraj, a dno lanca: 3' to 5'.
Uparivanje baza DNK sekvence:

Odgovarajuće sekvence RNK, u kojima je uracil zamenjen timinom:

## Literatura
- Watson, J. D.; Baker, T. A.; Bell, S. P.; Gann, A.; Levine, M.; Losick, R. (2004). Molecular Biology of the Gene (5th изд.). Pearson Benjamin Cummings: CSHL Press. (See esp. ch. 6 and 9)
- Sigel, Astrid; Helmut Sigel; Roland K. O. Sigel, ур. (2012). Interplay between Metal Ions and Nucleic Acids. Metal Ions in Life Sciences. 10. Springer. ISBN 978-9-4007-2171-5. doi:10.1007/978-94-007-2172-2.
- Clever, Guido H.; Shionoya, Mitsuhiko (2012). „Chapter 10. Alternative DNA Base-Pairing through Metal Coordination”. Interplay between Metal Ions and Nucleic Acids. стр. 269—294. doi:10.1007/978-94-007-2172-2_10.
- Megger, Dominik A.; Megger, Nicole; Mueller, Jens (2012). „Chapter 11. Metal-Mediated Base Pairs in Nucleic Acids with Purine and Pyrimidine-Derived Neucleosides”. Interplay between Metal Ions and Nucleic Acids. стр. 295—317. doi:10.1007/978-94-007-2172-2_11.